# ホセ・ルイス・メンディリバル
ホセ・ルイス・メンディリバル・エチェベリア（José Luis Mendilibar Etxebarria, 1961年3月14日 - ）は、スペイン・ビスカヤ県出身の元サッカー選手、サッカー指導者。2024年からオリンピアコスFCの監督を務める。

## 経歴
サッカー選手としての実績は平凡で、プリメーラ・ディビシオンの試合への出場経験はない。
1994年に現役引退。
1996年にアスレティック・ビルバオのユースチームの監督に就任。
その後はUDランサローテやSDエイバルのトップチームの監督を歴任した。SDエイバルでは、クラブ史上最高位となるセグンダ・ディビシオン4位に導いた。
2005年にはアスレティック・ビルバオの監督に就任した が、クラブ史上最悪ともいえる成績不振により、第10節終了後に解任された。
2006年にレアル・バリャドリードの監督に就任。2006-07シーズンのセグンダ・ディビシオンで優勝し、4シーズンぶりのプリメーラ・ディビシオン昇格を果たした。
2007-08シーズンは15位だったが、徹底したサイド攻撃を基調とした攻撃的サッカーで強い印象を残した。しかし2009-10シーズンは開幕から20試合を指揮して18位と低迷し、2010年2月1日に解任された。結局、チームは19位で降格した。
2011年2月14日、ホセ・アントニオ・カマーチョの後任としてCAオサスナの監督に就任した。就任当初は降格圏内の18位と低迷していたが、着実に白星を重ねて最終節のビジャレアルCF戦に勝って9位に滑り込み、残留を果たした。
2013年9月3日、開幕から3連敗を喫したため解任された。
2014年5月29日、2年間の延長オプション付きの1年契約でレバンテUDの監督に就任した。しかし直近8試合で僅か1勝、そのうちホーム4試合は無得点14失点と成績不振に陥ったため10月20日に解任された。
2015年6月30日、ガイスカ・ガリターノの後任としてSDエイバルの監督に就任した。
2015-16シーズンから加入した乾貴士には弱点であった守備戦術を叩き込んだ。
2016-17シーズンにはクラブ史上初めてコパ・デル・レイベスト8に進出し、さらに翌シーズンにはクラブ史上最高順位となるリーグ戦9位に導いた。以降も粘り強い闘いでラ・リーガの座を死守。
しかし、2020-21シーズンは最下位に終わり、セグンダ降格が決定。2021年5月25日にエイバル監督を退任した。
2021年12月28日、2022年6月までの契約でデポルティーボ・アラベスの監督に就任した。しかし、就任後の12試合でわずか1勝しか挙げられなかったことで2022年4月4日に解任が発表された。
2023年3月21日、解任されたホルヘ・サンパオリの後任監督としてセビージャFCの監督に就任し、2022-23シーズン終了までの契約を交わした。低迷していたクラブを引き継ぎ、リーグ戦こそ瀬戸際で残留を決めたもののUEFAヨーロッパリーグではマンチェスター・ユナイテッド、ユヴェントス、ローマを倒し、優勝を果たした。
2023-24シーズンは開幕から躓き、第8節終了後に14位と下位に沈んでいたことで解任された。
2024年シーズン途中で、オリンピアコスの監督に就任した。UEFAヨーロッパカンファレンスリーグで優勝した。同大会ではギリシャのチームで史上初の優勝であった。

## エピソード
- 集中して練習させるため、シュートをミスした選手に宙返りをさせることで知られる。このことについてウナイ・エスポーシト（英語版）は「多分、彼のことを知らない人は、最初は変な人だと思うんじゃないかな」と表現した[9]。
- 乾貴士は「これまでのキャリアで一番影響を受けた監督をひとり挙げるとすれば、誰になりますか?」という質問に「ダントツでメンディリバルですね。エイバルの時の監督です。あの人は、めちゃくちゃきついことを言うんですよ。ボロカスに文句も言われるし、変なプレーでもしたら、ちょっとここには書けないようなことも言ってくるんです。それでも、僕は彼のことを全然、嫌いにならなくて。褒める時はちゃんと褒めてくれるし、いいプレーにはいいって言ってくれる人。それにすべての選手に対して平等で、本音で対等に話してくれるんですよ。」「監督もやっぱり人間だから、人によって対応を変える人が多いんですけど、彼はそれがまったくなかった。グラウンドを離れれば本当に優しいですし、そんな監督はなかなかいないですよ。僕にとって理想の監督でしたし、ああいう監督が日本に来てくれたらいいなって思います」と答えている[10]。

## 所属クラブ
- ビルバオ・アスレティック 1979-1982
- CDログロニェス 1982-1985
- セスタオ・スポルト・クラブ 1985-1993
- SDレモーナ 1993-1994

## 指導者経歴
- Arratia 1994-1996
- アスレティック・ビルバオ・ユース 1996-1997
- CDバスコニア 1997-1999
- ビルバオ・アスレティック 1999-2000
- CDバスコニア 2000-2001
- CDアウレラ・デ・ビトリア 2001-2002
- UDランサローテ 2002-2004
- SDエイバル 2004-2005
- アスレティック・ビルバオ 2005
- レアル・バリャドリード 2006-2010
- CAオサスナ 2011-2013
- レバンテUD 2014
- SDエイバル 2015-2021
- デポルティーボ・アラベス 2021-2022
- セビージャFC 2023

## 監督成績
2024年2月12日現在
| クラブ                   | 国           | 就任           | 退任           | 記録 | 記録 | 記録 | 記録 | 記録  | 記録  | 記録 | 記録   |
| クラブ                   | 国           | 就任           | 退任           | 試   | 勝   | 分   | 敗   | 得    | 失    | 差   | 勝率   |
| ------------------------ | ------------ | -------------- | -------------- | ---- | ---- | ---- | ---- | ----- | ----- | ---- | ------ |
| アラーティア             | スペインの旗 | 1994年7月1日   | 1996年6月30日  | 76   | 41   | 14   | 21   | 126   | 67    | +59  | 053.95 |
| バスコニア               | スペインの旗 | 1997年6月30日  | 1999年5月31日  | 82   | 39   | 27   | 16   | 123   | 79    | +44  | 047.56 |
| ビルバオ・アスレティック | スペインの旗 | 1999年5月31日  | 2000年7月1日   | 38   | 15   | 10   | 13   | 45    | 35    | +10  | 039.47 |
| バスコニア               | スペインの旗 | 2000年7月1日   | 2001年6月30日  | 38   | 16   | 8    | 14   | 65    | 59    | +6   | 042.11 |
| アウレーラ               | スペインの旗 | 2001年6月30日  | 2002年7月1日   | 38   | 12   | 18   | 8    | 38    | 33    | +5   | 031.58 |
| ランサローテ             | スペインの旗 | 2002年7月1日   | 2004年7月1日   | 95   | 40   | 25   | 30   | 145   | 110   | +35  | 042.11 |
| エイバル                 | スペインの旗 | 2004年7月1日   | 2005年6月21日  | 43   | 20   | 14   | 9    | 53    | 39    | +14  | 046.51 |
| アスレティック・ビルバオ | スペインの旗 | 2005年6月21日  | 2005年10月31日 | 13   | 3    | 3    | 7    | 12    | 16    | −4   | 023.08 |
| バリャドリード           | スペインの旗 | 2006年6月20日  | 2010年2月1日   | 156  | 62   | 43   | 51   | 210   | 206   | +4   | 039.74 |
| オサスナ                 | スペインの旗 | 2011年2月14日  | 2013年9月3日   | 102  | 33   | 26   | 43   | 110   | 147   | −37  | 032.35 |
| レバンテ                 | スペインの旗 | 2014年5月29日  | 2014年10月20日 | 8    | 1    | 2    | 5    | 4     | 20    | −16  | 012.50 |
| エイバル                 | スペインの旗 | 2015年6月30日  | 2021年5月25日  | 248  | 76   | 66   | 106  | 299   | 353   | −54  | 030.65 |
| アラベス                 | スペインの旗 | 2021年12月28日 | 2022年4月4日   | 12   | 1    | 4    | 7    | 9     | 23    | −14  | 008.33 |
| セビージャ               | スペインの旗 | 2023年3月21日  | 2023年10月8日  | 28   | 10   | 11   | 7    | 44    | 33    | +11  | 035.71 |
| オリンピアコス           | ギリシャの旗 | 2024年2月11日  |                |      |      |      |      |       |       |      |        |
| 通算                     | 通算         | 通算           | 通算           | 977  | 369  | 271  | 337  | 1,283 | 1,220 | +63  | 037.77 |

## タイトル
バリャドリード
- セグンダ・ディビシオン：2006-07

セビージャ
- UEFAヨーロッパリーグ：2022-23
- UEFA–CONMEBOLクラブチャレンジ（英語版） : 2023

オリンピアコス
- UEFAヨーロッパカンファレンスリーグ: 2023-24